# Mălăești (okręg Marusza)
Mălăești – wieś w Rumunii, w okręgu Marusza, w gminie Valea Largă. W 2011 roku pozostawała niezamieszkana.